# Саммартини, Джованни Баттиста
Джованни Баттиста Саммартини (итал. Giovanni Battista Sammartini, 1700 или 1701, Милан — 17 января 1775, там же) — итальянский композитор, органист, хормейстер и музыкальный педагог. Младший брат Джузеппе Бальдассаре Саммартини (1695—1750).

## Биография
Джованни Баттиста Саммартини — сын французского эмигранта, гобоиста Алексиса Сен-Мартена, итальянизировавшего свою фамилию. Учился музыке у отца, с 1717 года играл в церкви Сан Чельсо. В сохранившихся источниках имя Саммартини впервые упоминается в 1724 году — в связи с сочинением арии для коллективной оратории «Клевета». В 1726 году в Милане Саммартини был уже известным музыкантом, служил в качестве капельмейстера в различных церквах. В 40-х годах XVIII века стал одним из наиболее популярных музыкантов эпохи, его сочинения исполнялись в Голландии, Франции и других странах Европы.
В 1760—1770 годах Саммартини был капельмейстером семи церквей Милана. С 1767 года работал одновременно в герцогской капелле, и с 1768-го был её директором; дирижировал исполнением своих сочинений во многих светских и духовных обществах Милана. Среди учеников Саммартини — К. В. Глюк и И. К. Бах; в 1758 году он стал одним из основателей Миланской филармонической академии.
Саммартини сотрудничал с Н. Йоммелли, в частности, они вместе создали кантату; был знаком с В. А. Моцартом, Л. Боккерини, И. И. Квантцем.

## Творческое наследие
Саммартини является автором трёх опер («Мехмет», 1732, и др.) и нескольких месс, но основной областью его творчества была инструментальная музыка: ему принадлежат 15 concerti grossi, 20 струнных квартетов, 6 струнных квинтетов, 187 трио-сонат, сонаты для скрипки, виолончели и флейты, 15 сонат и других сочинений для чембало и др. В историю музыки Саммартини вошёл прежде всего как создатель «предклассической симфонии» — 3-частного концертного произведения для струнного оркестра. Написал около 70 симфоний, в которых намечались характерные функции частей симфонического цикла, но контраст главной и побочной партий сонатного аллегро ещё не сложился, не применялась тематическая разработка.
После смерти композитора его музыка очень скоро оказалась забыта и была воскрешена лишь в XX веке. Сочинения Саммартини исполняли и записывали, в частности, Михала Петри, Бруно Канино.